# عمارة يعقوبيان (رواية)
عمارة يعقوبيان هي رواية من تأليف الكاتب المصري علاء الأسواني. عنوان الرواية مستوحى من اسم حقيقي لعمارة تقع بشارع طلعت حرب، بنى العمارة عميد الجالية الأرمنية المليونير هاغوب يعقوبيان عام 1934، يعتبر البعض مبنى عمارة يعقوبيان الكائن بوسط القاهرة شاهد على تاريخ مصر الحديث في المائة عام الماضية، بكل ما تحمله من أزمات ونجاحات ونكبات.
نجحت الرواية ولاقت رواجاً كبيراً، وتُرجِمَت لعدة لغات، ومع ذلك؛ قوبلت بجدل كبير في الشارع المصري والمجتمع العربي. تحولت الرواية إلى فيلم سينمائي عام 2006، من سيناريو وحيد حامد، وإخراج مروان حامد، كما تحولت إلى مسلسل تلفزيوني أيضاً في عام 2007، من سيناريو عاطف بشاي، وإخراج أحمد صقر. في الرواية، يسلط الأسواني الضوء على التغيرات المتلاحقة التي طرأت على فكر وسلوك المجتمع المصري في فترة ما بعد الانفتاح، من خلال نماذج واقعية تعيش بين افراد المجتمع.

## الشخصيات
- الحاج عزام رجل الاعمال والتاجر والفاسد الذي دخل البرلمان بالتزوير
- بثينة المرأة التائهة والباحثة عن طوق النجاة لها ولاسرتها
- دسوقي الرجل المتصابي ، حبيب وزوج بثينة
- الشاذلي الذي حرم من دخول الكلية الشرطية فلجأ الي التنظيمات الاسلامية المتطرفة، أتهت حياته بالموت
- حاتم الصحافي والشاذ جنسيا والذي مات علي يد عشيقه عبدو
- أم حاتم الفرنسية التي كانت تعمل نادلة في مقهى، التي وصفها حاتم بأنها انانية وشاذة ولاحظ حقدها علي المجتمع المصري

## تحليل

### السياسة والتطرف
أصبح المبنى متغيراً بأناسه القاطنين بداخله، فهناك عضو البرلمان الذي أخذ الطريق من أدناه إلى أعلاه؛ فهو يجسد لنا الجموح في الوصول إلى السلطة التي قد تؤدي في النهاية إلى ما لا يحمد عقباه من تورط في غياهب الصفقات المشبوهة والأعمال القذرة. نموذج التطرف والانحراف الذي جسده ابن حارس عقار هذا المبنى العتيق الذي طالما ظل يحلم بالانضمام إلى إحدى الكليات العسكرية كي يتباهى به والده الذي عاش فقيراً أمام تهكمات من حوله من الأثرياء قاطني هذا المبنى، ولكن جميع أحلامه تحطمت وتطايرت أمام عينيه؛ فقرر الإلتحاق بإحدى الكليات المرموقة، فاصطدم بالفوارق الاجتماعية الهائلة بينه وبين زملائه، واستسلم لليأس والإحباط بداخله؛ فأصبح مادة خصبة لعصبة من المتطرفين وعصبة الإسلام المسيس التي تخلط الدين بالسياسة من اجل استثارة الغاضبين والناقمين على أمورهم، ومن هنا؛ دخل داومة الحلال والحرام إلى أن انعزل عن الآخرين، وبدأ يلقى بغضبه الكائن ضد المجتمع، ويعد العدة في الانتقام ممن قهروه؛ فانتهى به المطاف غارقاً في دمائه بجانب أحد رجال أمن الدولة.

### الجنس والمثلية الجنسية
تمثلت في الفتاة الكادحة التي تناضل من أجل الحصول على عدد من الوريقات النقدية علها تكفى بذلك متطلباتها من ناحية، ولكي تخرس به لسان أسرتها التي لا تكف عن اللوم والسؤال من الناحية الأخرى، إلا أن جمالها وحالتها الاجتماعية التي تصنف تحت خط الفقر، جعلت منها مطمعاً للشهوات وفرصة غير باهظة الثمن للرجال ضعاف النفوس.
بطل الرواية هو زكي الدسوقي، زير نساء، وعاشق للخمر والساقطات، أصبح غير مبالياً بما يجرى من حوله، ولا يريد أن يتفهم الأشياء لأن ملذاته التي يلهث وراءها جعلته عاجزاً عن إدراك الامور فأصبح كالأسد العجوز الذي يتهاوى. ينتظر السقوط بين الحين والاخر، يتعجب من اختلاط الاوراق، ويترنح بين أزقة المدينة باحثاً عن سراب الماضي الجميل؛ فهو لايستطيع الاستيقاظ من غفوته كي ينظر إلى حاضره القاتم الذي تنطفئ فيه الأنوار وتتوارى شيئاً فشيئاً.
أما حاتم رشيد، الرجل الارستقراطي الذي ينتمى لاسرة عريقة ويحتل مكانة مرموقة بين صفوة رجال الصحافة، جعلت منه أسرته رئيساً لجريدة تصدر بلغة فرنسية. يعاني حاتم من عقد نفسية منذ الصغر، جعلت منه إنساناً يبحث عن ذاته المفقودة عندما وصل إلى مرحلة الرجولة التي لم يستطع اكتسابها، وبما انه كتلة متحركة من الصراعات النفسية الداخلية؛ قرر أن ينقب بنفسه عمن يمده بحنان وقسوة «الأم والأب» معاً في آن واحد، والده الذي افتقده طيلة صباه، وأمه الساقطة التي رآها بعينيه في أحضان الغرباء. نشأ لديه منذ طفولته إحساس الذنب، كما نما لديه نقص عاطفة وحنان الأب والأم؛ فظهرت انحرافاته ورغباته نحو أبناء جنسه من الرجال، وظلت تنمو معه كهواية ولعبة مثل أي دمية اقتناها وهو صغير إلى أن أصبحت حاجة ماسة تنسيه طفولته التي لم يله بها، وتبعده عن الواقع إلى جانب أنها بعيدة كل البعد عن الرذيلة التي رأها بعينيه وهو طفل صغير (حسبما يصور له عقله الباطن).

## الأهمية الأدبية والنقد الأدبي
يُعد معاملة عمارة يعقوبيان للمثلية الجنسية أمر محرم بالنسبة للمجتمع، وخاصة بالنسبة للأدب العربي المعاصر. يستكشف خالد دياب في مقالٍ بعنوان «قوس قزح ثقافية» هذا الجانب من الرواية، وكيف يمكن أن يساعد ذلك في تغيير المواقف الشعبية تجاه المثلية الجنسية في العالم العربي.

## الترجمة

### الترجمة العبرية
قام المركز الإسرائيلي الفلسطيني للأبحاث والإعلام بإعداد ترجمة عبرية مجانية للرواية، وجاء في رسالة إلكترونية لأعضاء المركز أن علاء الأسواني رفض ترجمة الرواية إلى العبرية في إسرائيل. كما جاء فيها تحذير من أي استخدام تجاري للترجمة. وقال المركز أنه يهدف إلى «توسيع التوعية والتفاهم الثقافي في المنطقة». رد علاء الأسواني قائلًا أن ما يفعله هذا المركز والمترجم هو قرصنة وسرقة، وقال أنه سيرفع شكوى للاتحاد الدولي للناشرين.

## اقتباسات من الرواية
- الحياة أكثر تعقيداً، والشر موجود في أطيب الناس وأقربهم إلينا.
- هل يتحقق ما نريده حتما إذا ما رغبنا فيه بالقوة الكافية؟؟
- المسافة بين ممر بهلر حيث يسكن زكي بك الدسوقي ومكتبه في عمارة يعقوبيان لا تتعدى مائة متر لكنه يقطعها كل صباح في ساعة، إذ يكون عليه أن يحيي أصدقاءه في الشارع: أصحاب محلات الملابس والأحذية والعاملين فيها من الجنسين، الجرسونات والعاملين في السينما ورواد محل البن البرازيلي… زكي بك من أقدم سكان شارع سليمان باشا، جاء إليه في أواخر الأربعينات بعد عودته من بعثته في فرنسا ولم يفارقه بعد ذلك أبدا وهو يشكل بالنسبة لسكان الشارع شخصية فولكلورية محبوبة عندما يظهر عليهم ببدلته الكاملة صيف شتاء التي تخفي باتساعها جسده الضئيل الضامر ومنديله المكوي بعناية.

## قراءات إضافية
- (بالإنجليزية) Selvick, Stephanie. "Queer (Im)possibilities: Alaa Al-Aswany's and Wahid Hamed's The Yacoubian Building" (Chapter 8). In: Pullen, Christopher. LGBT Transnational Identity and the Media. Palgrave Macmillan. 29 February 2012. ISBN 0230353517, 9780230353510.

## وصلات خارجية
- عمارة يعقوبيان على موقع الموسوعة البريطانية (الإنجليزية)
- آراء القراء حول رواية عمارة يعقوبيان  على موقع أبجد.
- صفحة رواية عمارة يعقوبيان على موقع جود ريدز.